# 渠県
渠県（きょ-けん）は中華人民共和国四川省達州市に位置する県。

## 地理
嘉陵江の支流である渠江が流れている。

## 行政区画
- 街道:渠江街道、渠南街道、天星街道
- 鎮:臨巴鎮、土渓鎮、三匯鎮、文崇鎮、涌興鎮、貴福鎮、岩峰鎮、静辺鎮、清渓場鎮、宝城鎮、有慶鎮、㶍渡鎮、琅琊鎮、李渡鎮、中灘鎮、三板鎮、豊楽鎮、李馥鎮、青竜鎮、万寿鎮、合力鎮、東安鎮
- 郷:渠北郷、報恩郷、安北郷、大義郷、巨光郷、望江郷、竜鳳郷、新市郷、拱市郷、定遠郷、望渓郷、巻硐郷

## 交通
道路
国道
- G318国道

省道
- 204省道

県道
- 167号県道

## 健康・医療・衛生
- 渠県人民医院
- 渠県康寧中西医結合医院